# Kemco
Kemco (förkortad från Kotobuki Engineering & Manufacturing Co., Ltd.) är en japansk datorspelutvecklare och utgivare grundad 1984. Den båda grundades och har sitt huvudkontor i Kure, Hiroshima.